# Gran Turismo 4
Gran Turismo 4 (også kendt som GT4) er et racerspil udgivet til PlayStation 2, og det fjerde hovedspil i Gran Turismo-serien og er en udvidelse af forløberen Gran Turismo 4 Prologue.